# Gordana Kosanović
Gordana Kosanović (ur. 8 sierpnia 1953 w Valjevie, zm. 8 sierpnia 1986 w Belgradzie) – jugosłowiańska, serbska aktorka filmowa i teatralna.

## Wybrane role filmowe
- 1976: Stróż plaży w sezonie zimowym (Čuvar plaže u zimskom periodu) – Ljubica
- 1976: Wzgórza Zelengory (Vrhovi Zelengore) – Borka
- 1977: Pies, który kochał pociągi (Pas koji je voleo vozove)
- 1979: Osvajanje slobode – Rada Kostić
- 1979: Usijanje – Mirna
- 1981: Piknik u Topoli – Olga
- 1985: Alles Paletti – Godana Wodar